# إميل ناتان
إميل ناتان (بالرومانية: Emile Natan)‏ هو منتج أفلام روماني، ولد في 6 مايو 1906 في ياش في رومانيا، وتوفي في 8 ديسمبر 1962 في باريس في فرنسا.

## وصلات خارجية
- إميل ناتان على موقع IMDb (الإنجليزية)
- إميل ناتان على موقع قاعدة بيانات الفيلم (الإنجليزية)